# Aotus nancymaae
Espèce
Statut de conservation UICN

 VU A2cd+3cd+4cd : Vulnérable
Aotus nancymaae est une espèce de primates de la famille des Aotidae.

## Répartition et habitat

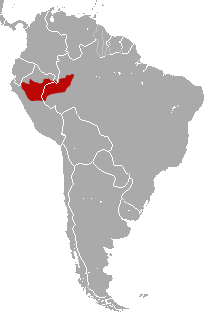
Aire de répartition

Cette espèce est présente en Colombie, au Pérou et au Brésil. Elle vit dans la forêt tropicale humide entre 60 et 1 000 m d'altitude. Ses populations sont plus denses dans les forêts inondées, mais l'espèce est également présente dans les forêts non-inondées.

## Alimentation
Il se nourrit de fruits, de nectar, de fleurs, de feuilles et d'insectes.